# Pomnik Władysława Stanisława Reymonta w Kołaczkowie

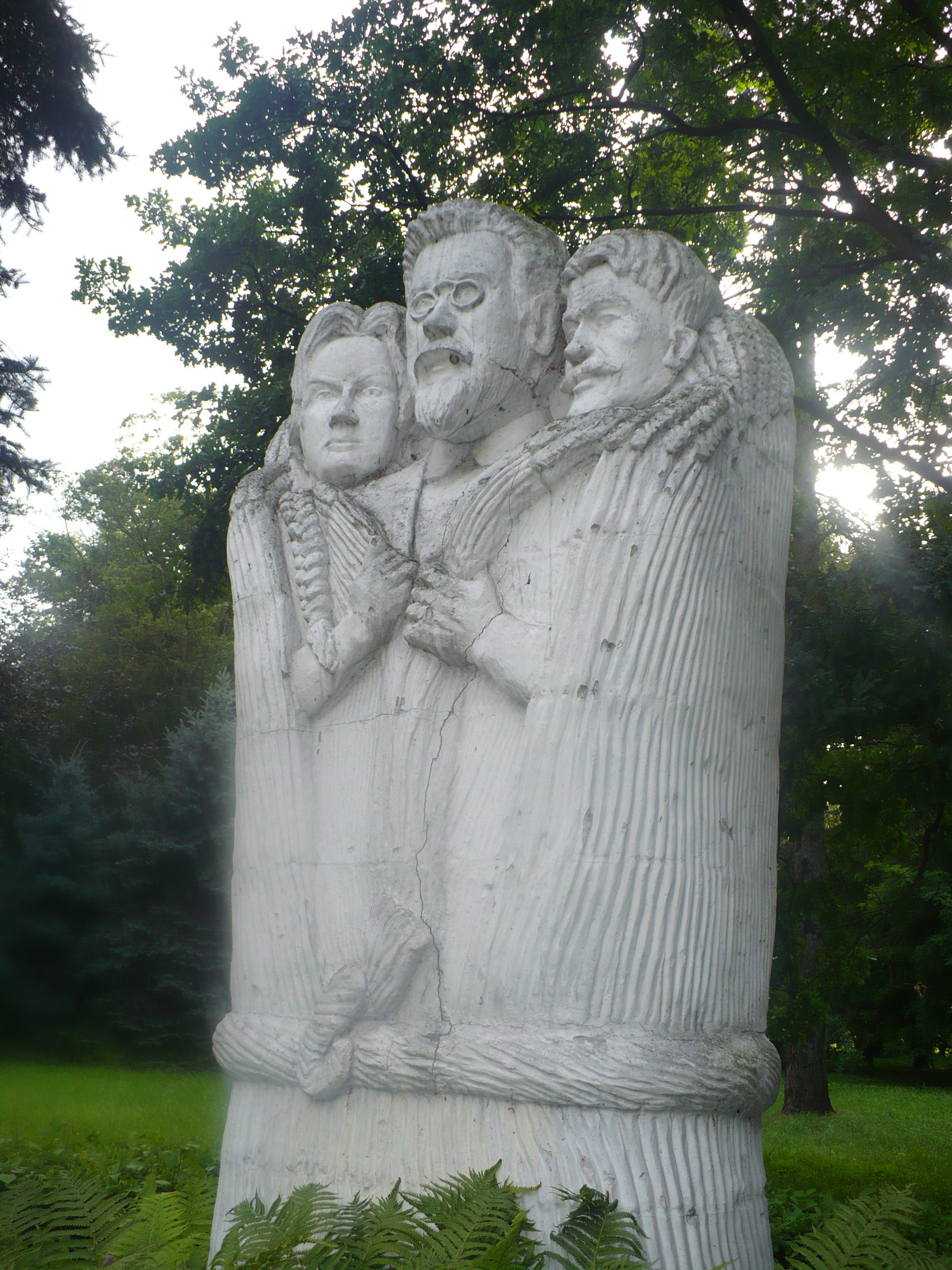
Pomnik Władysława Stanisława Reymonta w Kołaczkowie (2012)

Pomnik Władysława Stanisława Reymonta – pomnik w Kołaczkowie przedstawiający Władysława Stanisława Reymonta w otoczeniu bohaterów powieści Chłopi (Macieja Boryny i Jagny Paczesiówny).
Pomnik został wybudowany i odsłonięty w 1977 r. z okazji 110. rocznicy urodzin pisarza w parku przypałacowym w Kołaczkowie. Upamiętnia związki pisarza z miejscowością, w której spędził on ostatnie lata życia. Autorami rzeźby są twórcy ludowi: Teodozjusz Butyniec i Antoni Bolek.